# Список эпизодов телесериала «Декстер»
Список эпизодов телесериала «Декстер», рассказывающего о серийном убийце Декстере Моргане, который работает судебным экспертом по брызгам крови в полиции Майами. Восемь вышедших в эфир сезонов сериала насчитывают 96 эпизодов. Показ сериала осуществляет телеканал Fox Россия.

## Обзор сезонов
| Сезон | Сезон | Эпизоды | Оригинальная дата показа | Оригинальная дата показа |
| Сезон | Сезон | Эпизоды | Премьера сезона          | Финал сезона             |
| ----- | ----- | ------- | ------------------------ | ------------------------ |
|       | 1     | 12      | 1 октября 2006           | 17 декабря 2006          |
|       | 2     | 12      | 30 сентября 2007         | 16 декабря 2007          |
|       | 3     | 12      | 28 сентября 2008         | 14 декабря 2008          |
|       | 4     | 12      | 27 сентября 2009         | 13 декабря 2009          |
|       | 5     | 12      | 26 сентября 2010         | 12 декабря 2010          |
|       | 6     | 12      | 2 октября 2011           | 18 декабря 2011          |
|       | 7     | 12      | 30 сентября 2012         | 16 декабря 2012          |
|       | 8     | 12      | 30 июня 2013             | 22 сентября 2013         |

## Эпизоды

### Сезон 1 (2006)
| № общий | № в сезоне | Название                                      | Режиссёр        | Автор сценария                    | Дата премьеры   | Зрители в США (млн) |
| ------- | ---------- | --------------------------------------------- | --------------- | --------------------------------- | --------------- | ------------------- |
| 1       | 1          | «Декстер» «Dexter»                            | Майкл Куэста    | Джеймс Манос-мл.                  | 1 октября 2006  | 0,60                |
| 2       | 2          | «Крокодиловы слёзы» «Crocodile»               | Майкл Куэста    | Клайд Филлипс                     | 8 октября 2006  | 0,41                |
| 3       | 3          | «Черри со льдом» «Popping Cherry»             | Майкл Куэста    | Дэниел Сероне                     | 15 октября 2006 | 0,38                |
| 4       | 4          | «Рука помощи» «Let's Give the Boy a Hand»     | Роберт Либерман | Дрю З. Гринберг                   | 22 октября 2006 | 0,49                |
| 5       | 5          | «Любовь по-американски» «Love American Style» | Роберт Либерман | Мелисса Розенберг                 | 29 октября 2006 | 0,46                |
| 6       | 6          | «Вернуть отправителю» «Return to Sender»      | Тони Голдуин    | Тим Шлаттманн                     | 5 ноября 2006   | 0,59                |
| 7       | 7          | «Круг друзей» «Circle of Friends»             | Стив Шилл       | Дэниел Сероне                     | 12 ноября 2006  | 0,61                |
| 8       | 8          | «Психоанализ» «Shrink Wrap»                   | Тони Голдуин    | Лорен Гуссис                      | 19 ноября 2006  | 0,57                |
| 9       | 9          | «Отцу виднее» «Father Knows Best»             | Адам Дэвидсон   | Мелисса Розенберг                 | 26 ноября 2006  | 0,76                |
| 10      | 10         | «Жизнь в красном цвете» «Seeing Red»          | Майкл Куэста    | Кевин Р. Мэйнард                  | 3 декабря 2006  | 0,79                |
| 11      | 11         | «Истина где-то рядом» «Truth Be Told»         | Кит Гордон      | Дрю З. Гринберг и Тим Шлаттманн   | 10 декабря 2006 | 0,76                |
| 12      | 12         | «Рождённый свободным» «Born Free»             | Майкл Куэста    | Дэниел Сероне и Мелисса Розенберг | 17 декабря 2006 | 1,08                |

### Сезон 2 (2007)
| № общий | № в сезоне | Название                                            | Режиссёр        | Автор сценария                                                       | Дата премьеры    | Зрители в США (млн) |
| ------- | ---------- | --------------------------------------------------- | --------------- | -------------------------------------------------------------------- | ---------------- | ------------------- |
| 13      | 1          | «Оно живёт!» «It's Alive!»                          | Тони Голдуин    | Дэниел Сероне                                                        | 30 сентября 2007 | 1,01                |
| 14      | 2          | «Вдох, выдох» «Waiting to Exhale»                   | Маркос Сиега    | Клайд Филлипс                                                        | 7 октября 2007   | 0,89                |
| 15      | 3          | «Верю — не верю» «An Inconvenient Lie»              | Тони Голдуин    | Мелисса Розенберг                                                    | 14 октября 2007  | 0,95                |
| 16      | 4          | «Увидеть насквозь» «See-Through»                    | Ник Гомес       | Скотт Бак                                                            | 21 октября 2007  | 0,80                |
| 17      | 5          | «Тёмный защитник» «The Dark Defender»               | Кит Гордон      | Тим Шлаттманн                                                        | 28 октября 2007  | 0,63                |
| 18      | 6          | «Декс, ложь и видео» «Dex, Lies, and Videotape»     | Ник Гомес       | Лорен Гуссис                                                         | 4 ноября 2007    | 0,85                |
| 19      | 7          | «И вырос лес в ту ночь» «That Night, A Forest Grew» | Джереми Подесва | Дэниел Сероне                                                        | 11 ноября 2007   | 0,84                |
| 20      | 8          | «Наступает утро» «Morning Comes»                    | Кит Гордон      | Скотт Бак                                                            | 18 ноября 2007   | 1,23                |
| 21      | 9          | «Сопротивление бесполезно» «Resistance Is Futile»   | Маркос Сиега    | Мелисса Розенберг                                                    | 25 ноября 2007   | 1,03                |
| 22      | 10         | «Кое-что о Гарри» «There's Something About Harry»   | Стив Шилл       | Скотт Рейнольдс                                                      | 2 декабря 2007   | 1,08                |
| 23      | 11         | «Впереди поворот налево» «Left Turn Ahead»          | Маркос Сиега    | Скотт Бак и Тим Шлаттманн                                            | 9 декабря 2007   | 0,89                |
| 24      | 12         | «Британское вторжение» «The British Invasion»       | Стив Шилл       | Сюжет: Дэниел Сероне и Мелисса Розенберг Телесценарий: Дэниел Сероне | 16 декабря 2007  | 1,02                |

### Сезон 3 (2008)
| № общий | № в сезоне | Название                                                           | Режиссёр        | Автор сценария                                         | Дата премьеры    | Зрители в США (млн) |
| ------- | ---------- | ------------------------------------------------------------------ | --------------- | ------------------------------------------------------ | ---------------- | ------------------- |
| 25      | 1          | «Отче наш» «Our Father»                                            | Кит Гордон      | Клайд Филлипс                                          | 28 сентября 2008 | 1,22                |
| 26      | 2          | «В поисках Фрибо» «Finding Freebo»                                 | Маркос Сиега    | Мелисса Розенберг                                      | 5 октября 2008   | 0,79                |
| 27      | 3          | «Сегодня лев спит» «The Lion Sleeps Tonight»                       | Джон Дал        | Скотт Бак                                              | 12 октября 2008  | 1,07                |
| 28      | 4          | «Дела семейные» «All in the Family»                                | Кит Гордон      | Адам Э. Фиерро                                         | 19 октября 2008  | 0,86                |
| 29      | 5          | «Курс на Бимини» «Turning Biminese»                                | Маркос Сиега    | Тим Шлаттманн                                          | 26 октября 2008  | 1,00                |
| 30      | 6          | «Да, я справлюсь» «Sí Se Puede»                                    | Эрнест Дикерсон | Чарльз Х. Эгли                                         | 2 ноября 2008    | 1,04                |
| 31      | 7          | «Проще простого» «Easy as Pie»                                     | Стив Шилл       | Лорен Гуссис                                           | 9 ноября 2008    | 0,83                |
| 32      | 8          | «Ущерб, который может причинить человек» «The Damage a Man Can Do» | Маркос Сиега    | Скотт Бак                                              | 16 ноября 2008   | 0,96                |
| 33      | 9          | «О последней ночи» «About Last Night»                              | Тим Хантер      | Сюжет: Скотт Рейнольдс Телесценарий: Мелисса Розенберг | 23 ноября 2008   | 1,13                |
| 34      | 10         | «Иди своей дорогой» «Go Your Own Way»                              | Джон Дал        | Тим Шлаттманн                                          | 30 ноября 2008   | 1,34                |
| 35      | 11         | «Мне снился сон» «I Had a Dream»                                   | Маркос Сиега    | Чарльз Х. Эгли и Лорен Гуссис                          | 7 декабря 2008   | 1,34                |
| 36      | 12         | «Берёшь ли ты Декстера Моргана?» «Do You Take Dexter Morgan?»      | Кит Гордон      | Скотт Бак                                              | 14 декабря 2008  | 1,51                |

### Сезон 4 (2009)
| № общий | № в сезоне | Название                                            | Режиссёр         | Автор сценария                                                                          | Дата премьеры    | Зрители в США (млн) |
| ------- | ---------- | --------------------------------------------------- | ---------------- | --------------------------------------------------------------------------------------- | ---------------- | ------------------- |
| 37      | 1          | «Не жизнь, а сказка» «Living the Dream»             | Маркос Сиега     | Клайд Филлипс                                                                           | 27 сентября 2009 | 1,52                |
| 38      | 2          | «Невидимые миру трупы» «Remains to Be Seen»         | Брайан Кирк      | Чарльз Х. Эгли                                                                          | 4 октября 2009   | 1,37                |
| 39      | 3          | «Ослеплённый светом» «Blinded by the Light»         | Маркос Сиега     | Скотт Бак                                                                               | 11 октября 2009  | 1,24                |
| 40      | 4          | «Декстер берёт выходной» «Dex Takes a Holiday»      | Джон Дал         | Мелисса Розенберг и Венди Уэст                                                          | 18 октября 2009  | 1,51                |
| 41      | 5          | «Грязный Гарри» «Dirty Harry»                       | Кит Гордон       | Тим Шлаттманн                                                                           | 25 октября 2009  | 1,68                |
| 42      | 6          | «Если бы молот был у меня» «If I Had a Hammer»      | Ромео Тироне     | Лорен Гуссис                                                                            | 1 ноября 2009    | 1,88                |
| 43      | 7          | «Стояние прилива» «Slack Tide»                      | Тим Хантер       | Скотт Бак                                                                               | 8 ноября 2009    | 1,76                |
| 44      | 8          | «Выездное убийство» «Road Kill»                     | Эрнест Дикерсон  | Мелисса Розенберг и Скотт Рейнольдс                                                     | 15 ноября 2009   | 1,69                |
| 45      | 9          | «Изголодавшийся» «Hungry Man»                       | Джон Дал         | Венди Уэст                                                                              | 22 ноября 2009   | 1,76                |
| 46      | 10         | «Пропавшие парни» «Lost Boys»                       | Кит Гордон       | Чарльз Х. Эгли и Тим Шлаттманн                                                          | 29 ноября 2009   | 1,80                |
| 47      | 11         | «Здравствуй, Декстер Морган» «Hello, Dexter Morgan» | Эс Джей Кларксон | Скотт Бак и Лорен Гуссис                                                                | 6 декабря 2009   | 2,11                |
| 48      | 12         | «Бегство» «The Getaway»                             | Стив Шилл        | Сюжет: Скотт Рейнольдс и Мелисса Розенберг Телесценарий: Венди Уэст и Мелисса Розенберг | 13 декабря 2009  | 2,58                |

### Сезон 5 (2010)
| № общий | № в сезоне | Название                                         | Режиссёр        | Автор сценария                                                | Дата премьеры    | Зрители в США (млн) |
| ------- | ---------- | ------------------------------------------------ | --------------- | ------------------------------------------------------------- | ---------------- | ------------------- |
| 49      | 1          | «Моя вина» «My Bad»                              | Стив Шилл       | Чип Йоханнссен                                                | 26 сентября 2010 | 1,77                |
| 50      | 2          | «Привет, бандит» «Hello, Bandit»                 | Джон Дал        | Скотт Бак                                                     | 3 октября 2010   | 1,70                |
| 51      | 3          | «Практически идеальный» «Practically Perfect»    | Эрнест Дикерсон | Мэнни Кото                                                    | 10 октября 2010  | 1,86                |
| 52      | 4          | «Красавица и чудовище» «Beauty and the Beast»    | Милан Чейлов    | Джим Леонард                                                  | 17 октября 2010  | 1,79                |
| 53      | 5          | «Первая кровь» «First Blood»                     | Ромео Тироне    | Тим Шлаттманн                                                 | 24 октября 2010  | 1,94                |
| 54      | 6          | «Полная иллюминация» «Everything is Illumenated» | Стив Шилл       | Венди Уэст                                                    | 31 октября 2010  | 1,63                |
| 55      | 7          | «Огради нас» «Circle Us»                         | Джон Дал        | Скотт Бак                                                     | 7 ноября 2010    | 1,90                |
| 56      | 8          | «Возьми!» «Take It!»                             | Ромео Тироне    | Мэнни Кото и Венди Уэст                                       | 14 ноября 2010   | 1,94                |
| 57      | 9          | «Подростковая пустошь» «Teenage Wasteland»       | Эрнест Дикерсон | Лорен Гуссис                                                  | 21 ноября 2010   | 2,11                |
| 58      | 10         | «В начале» «In the Beginning»                    | Кит Гордон      | Скотт Рейнольдс                                               | 28 ноября 2010   | 2,54                |
| 59      | 11         | «Уходящий поезд» «Hop a Freighter»               | Джон Дал        | Сюжет: Карен Кэмпбелл Телесценарий: Скотт Бак и Тим Шлаттманн | 5 декабря 2010   | 2,26                |
| 60      | 12         | «Крупное дело» «The Big One»                     | Стив Шилл       | Чип Йоханнсенн и Мэнни Кото                                   | 12 декабря 2010  | 2,48                |

### Сезон 6 (2011)
| № общий | № в сезоне | Название                                             | Режиссёр         | Автор сценария                                 | Дата премьеры   | Зрители в США (млн) |
| ------- | ---------- | ---------------------------------------------------- | ---------------- | ---------------------------------------------- | --------------- | ------------------- |
| 61      | 1          | «Подобные вещи» «Those Kinds of Things»              | Джон Дал         | Скотт Бак                                      | 2 октября 2011  | 2,19                |
| 62      | 2          | «Жили-были» «Once Upon a Time...»                    | Эс Джей Кларксон | Тим Шлаттманн                                  | 9 октября 2011  | 1,71                |
| 63      | 3          | «Смоки и бандит» «Smokey and the Bandit»             | Стефан Швартц    | Мэнни Кото                                     | 16 октября 2011 | 1,50                |
| 64      | 4          | «Лошадь другой масти» «A Horse of a Different Color» | Джон Дал         | Лорен Гуссис                                   | 23 октября 2011 | 1,89                |
| 65      | 5          | «Ангел смерти» «The Angel of Death»                  | Эс Джей Кларксон | Скотт Рейнольдс                                | 30 октября 2011 | 1,80                |
| 66      | 6          | «Просто отпусти» «Just Let Go»                       | Джон Дал         | Джейс Ричдейл                                  | 6 ноября 2011   | 1,98                |
| 67      | 7          | «Небраска» «Nebraska»                                | Ромео Тироне     | Венди Уэст                                     | 13 ноября 2011  | 1,99                |
| 68      | 8          | «Грех недеяния» «Sin of Omission»                    | Эрнест Дикерсон  | Арика Лизэнн Миттман                           | 20 ноября 2011  | 2,05                |
| 69      | 9          | «Добраться до Геллара» «Get Gellar»                  | Сит Манн         | Карен Кэмпбелл                                 | 27 ноября 2011  | 1,89                |
| 70      | 10         | «Кролик Рикошет» «Ricochet Rabbit»                   | Майкл Леманн     | Джейс Ричдейл и Лорен Гуссис и Скотт Рейнольдс | 4 декабря 2011  | 1,87                |
| 71      | 11         | «Поговори с рукой» «Talk to the Hand»                | Эрнест Дикерсон  | Мэнни Кото и Тим Шлаттманн                     | 11 декабря 2011 | 1,92                |
| 72      | 12         | «Так кончается мир» «This Is the Way the World Ends» | Джон Дал         | Скотт Бак и Венди Уэст                         | 18 декабря 2011 | 2,23                |

### Сезон 7 (2012)
| № общий | № в сезоне | Название                                                      | Режиссёр        | Автор сценария                                 | Дата премьеры    | Зрители в США (млн) |
| ------- | ---------- | ------------------------------------------------------------- | --------------- | ---------------------------------------------- | ---------------- | ------------------- |
| 73      | 1          | «Значит, ты...?» «Are You...?»                                | Джон Дал        | Скотт Бак                                      | 30 сентября 2012 | 2,40                |
| 74      | 2          | «Солнечный день и морозный вихрь» «Sunshine and Frosty Swirl» | Стив Шилл       | Мэнни Кото                                     | 7 октября 2012   | 2,10                |
| 75      | 3          | «Против системы» «Buck the System»                            | Стефан Швартц   | Джейс Ричдейл                                  | 14 октября 2012  | 1,98                |
| 76      | 4          | «Беги» «Run»                                                  | Джон Дал        | Венди Уэст                                     | 21 октября 2012  | 2,18                |
| 77      | 5          | «Глубокий заплыв» «Swim Deep»                                 | Эрнест Дикерсон | Скотт Рейнольдс                                | 28 октября 2012  | 2,28                |
| 78      | 6          | «Неверный шаг» «Do the Wrong Thing»                           | Алик Сахаров    | Лорен Гуссис                                   | 4 ноября 2012    | 1,99                |
| 79      | 7          | «Притяжение» «Chemistry»                                      | Холли Дейл      | Мэнни Кото и Карен Кэмпбелл                    | 11 ноября 2012   | 2,01                |
| 80      | 8          | «Аргентина» «Argentina»                                       | Ромео Тироне    | Арика Лизэнн Миттман                           | 18 ноября 2012   | 2,25                |
| 81      | 9          | «Всё кувырком» «Helter Skelter»                               | Стив Шилл       | Тим Шлаттманн                                  | 25 ноября 2012   | 2,12                |
| 82      | 10         | «Тёмный… Неважно кто» «The Dark… Whatever»                    | Майкл Леманн    | Лорен Гуссис и Джейс Ричдейл и Скотт Рейнольдс | 2 декабря 2012   | 2,08                |
| 83      | 11         | «Ты видишь то, что вижу я?» «Do You See What I See?»          | Джон Дал        | Мэнни Кото и Венди Уэст                        | 9 декабря 2012   | 2,60                |
| 84      | 12         | «Сюрприз, ублюдок!» «Surprise, Motherfucker!»                 | Стив Шилл       | Скотт Бак и Тим Шлаттманн                      | 16 декабря 2012  | 2,75                |

### Сезон 8 (2013)
| № общий | № в сезоне | Название                                                       | Режиссёр        | Автор сценария                  | Дата премьеры    | Зрители в США (млн) |
| ------- | ---------- | -------------------------------------------------------------- | --------------- | ------------------------------- | ---------------- | ------------------- |
| 85      | 1          | «Прекрасный день» «A Beautiful Day»                            | Кит Гордон      | Скотт Бак                       | 30 июня 2013     | 2,48                |
| 86      | 2          | «Нет худа без добра» «Every Silver Lining...»                  | Майкл Си Холл   | Мэнни Кото                      | 7 июля 2013      | 2,52                |
| 87      | 3          | «Что гложет Декстера Моргана?» «What's Eating Dexter Morgan?»  | Эрнест Дикерсон | Лорен Гуссис                    | 14 июля 2013     | 2,43                |
| 88      | 4          | «Рубцовая ткань» «Scar Tissue»                                 | Стефан Швартц   | Тим Шлаттманн                   | 21 июля 2013     | 2,47                |
| 89      | 5          | «Этот поросёночек» «This Little Piggy»                         | Ромео Тироне    | Скотт Рейнольдс                 | 28 июля 2013     | 2,55                |
| 90      | 6          | «Немного размышлений» «A Little Reflection»                    | Джон Дал        | Джейс Ричдейл                   | 4 августа 2013   | 2,21                |
| 91      | 7          | «Дресс-код» «Dress Code»                                       | Алик Сахаров    | Арика Лизэнн Миттман            | 11 августа 2013  | 1,90                |
| 92      | 8          | «Мы уже приехали?» «Are We There Yet?»                         | Холли Дейл      | Венди Уэст                      | 18 августа 2013  | 1,94                |
| 93      | 9          | «Создай свою собственную музыку» «Make Your Own Kind of Music» | Джон Дал        | Карен Кэмпбелл                  | 25 августа 2013  | 2,28                |
| 94      | 10         | «Прощай, Майами» «Goodbye Miami»                               | Стив Шилл       | Джейс Ричдейл и Скотт Рейнольдс | 8 сентября 2013  | 2,34                |
| 95      | 11         | «Обезьянка в коробке» «Monkey in a Box»                        | Эрнест Дикерсон | Тим Шлаттманн и Венди Уэст      | 15 сентября 2013 | 2,40                |
| 96      | 12         | «Помнишь монстров?» «Remember the Monsters?»                   | Стив Шилл       | Скотт Бак и Мэнни Кото          | 22 сентября 2013 | 2,80                |

## Декстер: Пробы пера
Каждая серия анимационного проекта «Декстер: Пробы пера» (англ. Dexter: Early Cuts) содержит в себе четыре главы продолжительностью от одной до двух минут. «Dexter: Early Cuts» разработаны для того, чтобы зритель смог ещё больше узнать о жизни маньяка. Веб-эпизоды служат приквелом к оригинальному сериалу. На протяжении 12 недель зрители смогут узнать как Декстер разработал свою технику убийств — начиная от необдуманных действий и заканчивая выверенными методами, которые можно увидеть в выходящих эпизодах шоу. Сценарий к веб-эпизодам написала Лорен Газзис, работающая также и над самим сериалом «Декстер». Серии также расскажут, как Декс купил свой катер и начал собирать образцы крови своих жертв. Персонажа вновь озвучил Майкл С. Холл — исполнитель главной роли в сериале «Декстер».
| № | Название                               | Автор сценария | Художник                   | Дата премьеры                  |
| --- | -------------------------------------- | -------------- | -------------------------- | ------------------------------ |
| 1 | «Alex Timmons, October 2003»           | Лорен Газзис   | Кайл Бейкер                | 25 октября 2009 15 ноября 2009 |
| Декстер выслеживает бывшего морского пехотинца-снайпера, который убивал мирных граждан в Ираке.                                                    |                                        |                |                            |                                |
| 2 | «Gene Marshall, June 1993»             | Лорен Газзис   | Андрес Вера Мартинес       | 15 ноября 2009 6 декабря 2009  |
| Декстер выслеживает убийцу-поджигателя. |                                        |                |                            |                                |
| 3 | «Cindy Landon, March 2004»             | Лорен Газзис   | Тай Тэмплтон               | 13 декабря 2009 4 января 2010  |
| Декстер идёт на свидание с «чёрной вдовой». |                                        |                |                            |                                |
| 4 | «Dark Echo»                            | Тим Шлэттманн  | Билл Сайнкевич и Дэвид Мэк | 25 октября 2010                |
| 20-летний Декстер учится в медицинском университете, изучая анатомию. Другой студент шпионит за ним и узнаёт о том, что Декстер — серийный убийца. |                                        |                |                            |                                |
| 5 | «Dexter Early Cuts. All in the Family» | Скотт Рейнолдс | Дэвид Мэк                  | 5 сентября 2012                |
| Новые похождения Декстера, на этот раз действие происходит в 2000 году.                                                                            |                                        |                |                            |                                |